# Khan (zespół muzyczny)
Khan – zaliczany do sceny Canterbury brytyjski zespół grający rock progresywny, założony w 1971 roku przez Steve’a Hillage’a.

## Historia
Grupa powstała w kwietniu 1971 roku w Londynie z inicjatywy Steve’a Hillage’a (gitara, śpiew), który zaprosił do współpracy Nicka Greenwooda (gitara basowa, śpiew; 1967-1970 jako Sean Nicholas Greenwood występował z The Crazy World of Arthur Brown), Dicka Henninghema (organy; 1969 grał z The Crazy World of Arthur Brown) i Pipa Pyle’a (perkusja; wcześniej członek Delivery). Ten ostatni szybko odszedł, a na jego miejsce przyjęto Erica Peacheya (perkusja). Po kilku miesiącach również Henninghem opuścił zespół. Zastąpił go związany z grupą Egg Dave Stewart (organy, fortepian, czelesta, marimba), lecz początkowo wyłącznie na czas nagrania debiutanckiego albumu Khan, Space Shanty, a po nim na początku roku 1972 pochodzący z Kanady Val Stevens (organy). Zawarty na nim materiał, napisany w pojedynkę przez Hillage’a, z wyjątkiem stworzonego wspólnie z Greenwoodem  Mixed Up Man of the Mountains, zarejestrowano pomiędzy grudniem '71 a marcem '72 w londyńskich studiach Command, Olympic i Tollington Park. Longplay, którego produkcją zajął się Neil Slaven, wydany został nakładem Deram Records 2 czerwca 1972 roku. Niebawem grupę opuścili Greenwood i Stevens, zastąpieni w lipcu przez Nigela Griggsa (gitara basowa) oraz  na stałe ponownie Stewart.
Pomimo że koncertował w '71 i '72 oraz ogłosił płytę, nie wzbudził Khan większego zainteresowania swą muzyką, dlatego też – przy braku dalszego wsparcia ze strony wytwórni - uległ rozwiązaniu w październiku 1972 roku, chociaż Hillage napisał już część materiału na drugą płytę. Ta nigdy nie ukazała się, lecz przygotowany z myślą o niej materiał miał w przyszłości złożyć się na pierwszy album solowy muzyka, Fish Rising.
Po rozpadzie Khan Hillage natychmiast nawiązał współpracę z Kevinem Ayersem, a potem z Gongiem, Stewart natomiast w kolejnym roku przystąpił do Hatfield and the North.

## Muzycy
Opracowano na podstawie materiału źródłowego.
- Steve Hillage – gitara, śpiew (1971-1972)
- Nick Greenwood – gitara basowa, śpiew (1971-1972)
- Dick Henninghem – organy (1971)
- Pip Pyle – perkusja (1971)
- Eric Peachey – perkusja (1971-1972)
- Dave Stewart – organy, fortepian, czelesta, marimba (1971-1972, 1972)
- Val Stevens – organy (1972)
- Nigel Griggs – gitara basowa (1972)

## Dyskografia
Opracowano na podstawie materiału źródłowego.
Albumy studyjne:
- (1972) Space Shanty (Deram)